# Optymalny obszar walutowy
Optymalny obszar walutowy – obszar geograficzny obejmujący regiony lub państwa, na którym wprowadzenie wspólnej waluty lub wprowadzenie sztywnego kursu pomiędzy regionalnymi (krajowymi) walutami i zachowanie zbiorowego kursu płynnego w stosunku do walut krajów trzecich (przy zachowaniu wewnętrznej mobilności czynników produkcji i braku ich zewnętrznej mobilności), doprowadzi do maksymalizacji efektywności ekonomicznej na tym obszarze .
Do zalet wprowadzenia wspólnej waluty na danym obszarze zalicza się niższe koszty transakcyjne, większą przejrzystość cenową oraz brak ryzyka walutowego. Z drugiej strony główną wadą takiego rozwiązania jest trudność utrzymania pełnego zatrudnienia w przypadku nierównomiernego zaburzenia gospodarki w obszarze walutowym.

## Teoria Mundella
Powszechnie za prekursora koncepcji optymalnego obszaru walutowego uważa się kanadyjskiego ekonomistę Roberta Mundella, laureata nagrody Banku Szwecji im. Alfreda Nobla w dziedzinie ekonomii w 1999 roku, który omówił ten problem w artykule opublikowanym w 1961 roku i zatytułowanym A Theory of Optimum Currency Areas. Niektórzy ekonomiści wskazują jednak, że tematykę tę analizował już wcześniej amerykański ekonomista Abba Lerner w wydanej w 1944 roku książce zatytułowanej The Economics of Control: Principles of Welfare Economics.
Gdy Mundell rozważał tę problematykę na początku lat 60. XX wieku, była ona teoretyczną ciekawostką. Jednak jego badania stworzyły teoretyczne podstawy wprowadzenia kilkadziesiąt lat później wspólnej waluty euro oraz utworzenia unii monetarnej na obszarze wielu państw Unii Europejskiej. Mundell zauważył bowiem, że optymalny obszar walutowy może być większy niż obszar pojedynczego kraju.
Według Mundella optymalność obszaru walutowego jest to zdolność do stabilizacji poziomu cen i zatrudnienia. W przypadku optymalnego obszaru walutowego nierównowaga płatnicza oraz nierównowaga w poziomie zatrudnienia niwelowana jest przez automatyczne dostosowania wewnątrz obszaru, bez konieczności stosowania narzędzi polityku fiskalnej i monetarnej .
Z teorii optymalnego obszaru walutowego wynika, że kraj może przystąpić do obszaru walutowego, jeżeli :
- cykle koniunkturalne we wszystkich krajach będących w obszarze walutowym są jednokierunkowe (występuje konwergencja tych cykli),
- występuje podobna reakcja krajów będących w obszarze walutowym na zewnętrzne szoki podażowo-popytowe,
- na obszarze walutowym występuje zbliżona do całkowitej elastyczność cen i płac, a mechanizmy rynkowe prowadzą do optymalnej alokacji czynników produkcji.

## Przykład
Przykładowo, gdyby na obszarze Stanów Zjednoczonych i Kanady obowiązywała wspólna waluta oraz nastąpił niespodziewany i znaczny spadek popytu na surowiec drzewny, dotknąłby on gospodarkę Kanady w dużo większym stopniu niż gospodarkę Stanów Zjednoczonych. W przypadku obowiązywania różnych walut w tych dwóch krajach osłabienie kursu dolara kanadyjskiego względem dolara amerykańskiego mogłoby pomóc przezwyciężyć negatywne konsekwencje spadku popytu i częściowo zapobiec na przykład znacznemu spadkowi płac kanadyjskich drwali i wzrostu bezrobocia w tej grupie. Z drugiej strony, jeżeli Stany Zjednoczone i Kanada byłyby w tym samym obszarze walutowym, wówczas kurs pomiędzy ich walutami nie mógłby się zmienić, ponieważ oba kraje posługiwałyby się tą samą walutą.
Tym samym kluczowym elementem pozwalającym przezwyciężyć negatywny efekt wspólnej waluty na obszarze walutowym jest duża mobilność siły roboczej. Dzięki niej osobom dotkniętym zewnętrznym szokiem popytowo-podażowym łatwiej znaleźć pracę w tych regionach wspólnego obszaru walutowego, które nie zostały nim dotknięte.
Optymalny obszar walutowy teoretycznie może być również mniejszy niż obszar jednego kraju. Wówczas teoretycznie optymalne byłoby wprowadzenie w danym kraju dwóch lub więcej różnych walut.